# X (Lied)
X ist ein Lied des US-amerikanischen Rappers Xzibit. Der Song ist die erste Singleauskopplung seines dritten Studioalbums Restless und wurde am 28. November 2000 veröffentlicht.

## Inhalt
X ist die Kurzform des Künstlernamens Xzibit. Der Rapper rühmt auf dem Song vor allem sich selbst, seine Stärke und seinen Erfolg. Dabei rappt er über Frauen, Reichtum, Macht und Gewalt. Auch wenn er jetzt an der Spitze sei, vergesse er nicht, wo er herkomme und wer zu ihm stehe. Im Outro ist der Rapper Snoop Dogg zu hören, der Xzibit ebenfalls lobpreist.

“X rearrange the whole game with my rugged sound

X won’t even say your own name when I come around

X stay on top but remain from the underground

X to the Z and we all in the family”

## Produktion
Der Song wurde von den US-amerikanischen Musikproduzenten Dr. Dre, Mel-Man und Scott Storch produziert. Die ersten beiden fungierten neben Xzibit auch als Autoren.

## Musikvideo
Bei dem zu X gedrehten Musikvideo führte der US-amerikanische Regisseur Dave Meyers Regie. Es verzeichnet auf YouTube über 101 Millionen Aufrufe (Stand: November 2024).
Zu Beginn landet Xzibit mit einem Hubschrauber und steigt in eine Stretch-Limousine, in der zwei Frauen sitzen. Dort rappt er die erste Strophe, während er zu einem Anwesen fährt, in dem eine Party stattfindet, bei der auch Dr. Dre anwesend ist. Auf der Feier rappt Xzibit die zweite Strophe, umgeben von zahlreichen leicht-bekleideten Frauen. Später wird er auf der Toilette von drei Männern attackiert, doch teleportiert sich über ein Gerät in den Backstagebereich seines eigenen Konzerts. Dort rappt er die dritte Strophe auf der Bühne vor einem großen Publikum. Zwischendurch werden immer wieder Szenen gezeigt, in denen Xzibit das Lied in einem Raum zwischen Dr. Dre und Snoop Dogg rappt. Im Video sind zudem die Rapper RZA und Method Man zu sehen.

## Single

### Covergestaltung
Das Singlecover zeigt Xzibit, der in Schwarz gekleidet ist und eine Kette mit einem Kreuz um den Hals trägt. Er blickt den Betrachter an und streckt eine Hand in die Kamera. Im Vordergrund befindet sich ein großes weißes X, während der silberne Schriftzug Xzibit von unten nach oben geschrieben im linken Teil des Covers steht. Der Hintergrund ist komplett weiß gehalten.

### Titelliste
1. X – 4:16
2. Double Time – 2:51
3. Year 2000 Remix (feat. Jonathan Davis) – 3:44
4. X (Instrumental) – 4:16

### Chartplatzierungen
X stieg am 12. Februar 2001 auf Platz 31 in die deutschen Charts ein und erreichte vier Wochen später mit Rang 4 die höchste Position. Insgesamt konnte sich der Song 16 Wochen lang in den Top 100 halten, davon vier Wochen in den Top 10. In den deutschen Jahrescharts 2001 belegte die Single Platz 59. Ebenfalls die Top 20 erreichte X unter anderem in der Schweiz, in den Niederlanden, im Vereinigten Königreich und in Österreich.
| ChartsChartplatzierungen       | Höchstplatzierung | Wochen |
| ------------------------------ | ----------------- | ------ |
| Deutschland (GfK)              | 4 (16 Wo.)        | 16     |
| Österreich (Ö3)                | 19 (17 Wo.)       | 17     |
| Schweiz (IFPI)                 | 5 (18 Wo.)        | 18     |
| Vereinigtes Königreich (OCC)   | 14 (8 Wo.)        | 8      |
| Vereinigte Staaten (Billboard) | 76 (10 Wo.)       | 10     |

| ChartsJahrescharts (2001) | Platzierung |
| ------------------------- | ----------- |
| Deutschland (GfK)         | 59          |
| Schweiz (IFPI)            | 60          |